# James Howard, III conte di Suffolk
James Howard (10 febbraio 1606/1607 – 7 gennaio 1688) è stato un nobile e politico inglese.

## Biografia
Era figlio di Theophilus Howard, II conte di Suffolk e di Lady Elizabeth Home.
Il 1º dicembre 1640 si sposò con Lady Susan Rich, figlia di Henry Rich, I conte di Holland, da cui ebbe una figlia, Essex.
La moglie morì nel 1649 e l'anno dopo Howard si risposò di nuovo con Barbara, figlia di Sir Edward Villiers, da cui ebbe una figlia Elizabeth.
Nel 1681 anche Barbara morì e l'anno dopo si risposò una terza volta con Lady Anne Montagu, figlia di Robert Montagu, III conte di Manchester, ma il matrimonio rimase senza prole.
Howard venne succeduto nel titolo dal fratello George ma la baronia Howard de Walden rimase vacante per un secolo fino a quando venne conferita ai discendenti di Lady Essex Howard, baronessa Griffin. Il titolo è passato poi ai discendenti di Lady Elizabeth Howard nel 2004 a favore di Mary Hazel Caridwen Czernin.

## Ascendenza
|                                        |                |                  | Genitori                                 |  |  | Nonni |  |  | Bisnonni                          |  |  | Trisnonni                         |  |
|                                        |                |                  |                                          |  |  |       |  |  | Thomas Howard, IV duca di Norfolk |  |  | Henry Howard, III conte di Surrey |  |
|                                        |                |                  |                                          |  |  |       |  |  | Thomas Howard, IV duca di Norfolk |  |  | Henry Howard, III conte di Surrey |  |
|                                        |                | Frances de Vere  |                                          |  |  |       |  |  | Thomas Howard, IV duca di Norfolk |  |  |                                   |  |
| Thomas Howard, I conte di Suffolk      |                |                  |                                          |  |  |       |  |  | Thomas Howard, IV duca di Norfolk |  |  |                                   |  |
|                                        |                | Margaret Audley  | Thomas Audley, I barone Audley di Walden |  |  |       |  |  |                                   |  |  |                                   |  |
|                                        |                | Margaret Audley  | Thomas Audley, I barone Audley di Walden |  |  |       |  |  |                                   |  |  |                                   |  |
|                                        |                | Margaret Audley  | Elizabeth Grey                           |  |  |       |  |  |                                   |  |  |                                   |  |
| Theophilus Howard, II conte di Suffolk |                | Margaret Audley  |                                          |  |  |       |  |  |                                   |  |  |                                   |  |
|                                        |                | Henry Knyvett    | Henry Knyvett                            |  |  |       |  |  |                                   |  |  |                                   |  |
|                                        |                | Henry Knyvett    | Henry Knyvett                            |  |  |       |  |  |                                   |  |  |                                   |  |
|                                        |                | Henry Knyvett    | Anne Pickering                           |  |  |       |  |  |                                   |  |  |                                   |  |
| Katherine Knyvett                      |                | Henry Knyvett    |                                          |  |  |       |  |  |                                   |  |  |                                   |  |
|                                        |                | Elizabeth Stumpe | James Stumpe                             |  |  |       |  |  |                                   |  |  |                                   |  |
|                                        |                | Elizabeth Stumpe | James Stumpe                             |  |  |       |  |  |                                   |  |  |                                   |  |
|                                        |                | Elizabeth Stumpe | Bridget Bayntun                          |  |  |       |  |  |                                   |  |  |                                   |  |
| James Howard, III conte di Suffolk     |                | Elizabeth Stumpe |                                          |  |  |       |  |  |                                   |  |  |                                   |  |
|                                        | Alexander Home | Alexander Home   |                                          |  |  |       |  |  |                                   |  |  |                                   |  |
|                                        | Alexander Home | Alexander Home   |                                          |  |  |       |  |  |                                   |  |  |                                   |  |
|                                        | Alexander Home | Barbara          |                                          |  |  |       |  |  |                                   |  |  |                                   |  |
| George Home, I conte di Dunbar         | Alexander Home |                  |                                          |  |  |       |  |  |                                   |  |  |                                   |  |
|                                        |                | Janet Home       | George Home                              |  |  |       |  |  |                                   |  |  |                                   |  |
|                                        |                | Janet Home       | George Home                              |  |  |       |  |  |                                   |  |  |                                   |  |
|                                        |                | Janet Home       | Catherine Colville                       |  |  |       |  |  |                                   |  |  |                                   |  |
| Elizabeth Home                         |                | Janet Home       |                                          |  |  |       |  |  |                                   |  |  |                                   |  |
|                                        |                | Alexander Gordon | George Gordon                            |  |  |       |  |  |                                   |  |  |                                   |  |
|                                        |                | Alexander Gordon | George Gordon                            |  |  |       |  |  |                                   |  |  |                                   |  |
|                                        |                | Alexander Gordon | Elizabeth Gordon                         |  |  |       |  |  |                                   |  |  |                                   |  |
| Elizabeth Gordon                       |                | Alexander Gordon |                                          |  |  |       |  |  |                                   |  |  |                                   |  |
|                                        |                | Agnes Bethune    | David Beaton                             |  |  |       |  |  |                                   |  |  |                                   |  |
|                                        |                | Agnes Bethune    | David Beaton                             |  |  |       |  |  |                                   |  |  |                                   |  |
|                                        |                | Agnes Bethune    | Marion Ogilvy                            |  |  |       |  |  |                                   |  |  |                                   |  |
|                                        |                | Agnes Bethune    |                                          |  |  |       |  |  |                                   |  |  |                                   |  |